# نه حس
نه حس (به هندی: Navarasa) فیلمی محصول سال ۲۰۰۵ و به کارگردانی سانتوش سیوان است. در این فیلم بازیگرانی همچون پی شاویتا، خوشبو ساندار، بابی دارلینگ، ایجک اومهش ایفای نقش کرده‌اند.